# 戦極 〜第七陣〜
戦極 〜第七陣〜（せんごく だいななじん）は、日本の総合格闘技団体「戦極」の大会の一つ。2009年（平成21年）3月20日、東京都渋谷区の国立代々木競技場第二体育館で開催された。

## 大会概要
戦極フェザー級（-65kg）グランプリ2009の開幕戦が行われ、ニック・デニス、ロニー・牛若、ジョン・チャンソン、金原正徳、マルロン・サンドロ、小見川道大、ナム・ファン、日沖発が2回戦進出を果たした。

## 試合結果
第1試合 フェザー級グランプリ2009 1回戦 5分3R
○  ニック・デニス vs.  川原誠也 ×
1R 2:36 TKO（タオル投入：パウンド）
※デニスがグランプリ2回戦進出。
第2試合 フェザー級グランプリ2009 1回戦 5分3R
○  ロニー・牛若 vs.  山田哲也 ×
3R終了 判定3-0（30-29、30-29、30-28）
※ロニーがグランプリ2回戦進出。
第3試合 フェザー級グランプリ2009 1回戦 5分3R
○  ジョン・チャンソン vs.  石渡伸太郎 ×
1R 4:29 チョークスリーパー
※チャンソンがグランプリ2回戦進出。
第4試合 フェザー級グランプリ2009 1回戦 5分3R
○  金原正徳 vs.  キム・ジョンマン ×
3R終了 判定3-0（30-29、30-28、30-27）
※金原がグランプリ2回戦進出。
第5試合 フェザー級グランプリ2009 1回戦 5分3R
○  マルロン・サンドロ vs.  マット・ジャガース ×
2R 2:57 TKO（レフェリーストップ：肩固め）
※サンドロがグランプリ2回戦進出。
第6試合 フェザー級グランプリ2009 1回戦 5分3R
○  小見川道大 vs.  L.C.デイビス ×
3R終了 判定3-0（30-28、30-28、30-27）
※小見川がグランプリ2回戦進出。
第7試合 ヘビー級ワンマッチ 5分3R
○  BIG・ジム・ヨーク vs.  ジェームス・トンプソン ×
1R 4:33 KO（左ストレート）
第8試合 フェザー級グランプリ2009 1回戦 5分3R
○  ナム・ファン vs.  門脇英基 ×
1R 3:09 TKO（レフェリーストップ：右フック→パウンド）
※ファンがグランプリ2回戦進出。
第9試合 フェザー級グランプリ2009 1回戦 5分3R
○  日沖発 vs.  クリス・マニュエル ×
1R 4:12 腕ひしぎ十字固め
※日沖がグランプリ2回戦進出。
第10試合 ライトヘビー級ワンマッチ 5分3R
○  キング・モー vs.  川村亮 ×
3R終了 判定3-0（30-24、30-27、30-27）